# SIE Santa Monica Studio
SIE Santa Monica Studio, ook wel bekend als Sony Santa Monica, is een Amerikaanse computerspelontwikkelaar in Santa Monica, en maakt deel uit van SIE Worldwide Studios. Het ontwikkelde de Kinetica engine die voor het eerst werd gebruikt in Kinetica en later in God of War and God of War II.
Ze hebben ook een externe ontwikkeltak die de middelen en ondersteuning biedt voor een breed scala aan computerspellen. En een programma dat onafhankelijke ontwikkelaars onderbrengt met financiële steun, waaronder Thatgamecompany en Giant Sparrow.

## Ontwikkelde computerspellen
| Release | Titel                                        | Platform(s)                                                          | Aantekeningen                                                                                          |
| ------- | -------------------------------------------- | -------------------------------------------------------------------- | --- |
| 2001    | Kinetica                                     | PlayStation 2                                                        | Intern ontwikkeld                                                                                      |
| 2001    | Twisted Metal: Small Brawl                   | PlayStation                                                          | Ontwikkeld met Incognito Entertainment                                                                 |
| 2003    | War of the Monsters                          | PlayStation 2                                                        | Ontwikkeld met Incognito Entertainment                                                                 |
| 2003    | Downhill Domination                          | PlayStation 2                                                        | Ontwikkeld met Incognito Entertainment                                                                 |
| 2005    | God of War                                   | PlayStation 2                                                        | Intern ontwikkeld                                                                                      |
| 2005    | The Con                                      | PlayStation Portable                                                 | Ontwikkeld met Think & Feel Inc.                                                                       |
| 2005    | Neopets: The Darkest Faerie                  | PlayStation 2                                                        | Ontwikkeld met Idol Minds                                                                              |
| 2006    | Blast Factor                                 | PlayStation 3                                                        | Ontwikkeld met Bluepoint Games                                                                         |
| 2007    | flOw                                         | PlayStation 4, PlayStation 3, PlayStation Vita, PlayStation Portable | Ontwikkeld met Thatgamecompany                                                                         |
| 2007    | God of War II                                | PlayStation 2                                                        | Intern ontwikkeld                                                                                      |
| 2007    | Calling All Cars!                            | PlayStation 3                                                        | Ontwikkeld met Incognito Entertainment                                                                 |
| 2007    | God of War: Betrayal                         | Mobiele telefoon                                                     | Ontwikkeld met Javaground                                                                              |
| 2007    | PixelJunk Racers                             | PlayStation 3                                                        | Ontwikkeld door Q-Games                                                                                |
| 2007    | Everyday Shooter                             | PlayStation 3                                                        | Ontwikkeld door Queasy Games                                                                           |
| 2007    | Warhawk                                      | PlayStation 3                                                        | Ontwikkeld met Incognito Entertainment                                                                 |
| 2008    | PixelJunk Monsters                           | PlayStation 3                                                        | Ontwikkeld door Q-Games                                                                                |
| 2008    | Twisted Metal Head-On: Extra Twisted Edition | PlayStation 2                                                        | Ontwikkeld met Eat Sleep Play                                                                          |
| 2008    | God of War: Chains of Olympus                | PlayStation Portable                                                 | Ontwikkeld met Ready at Dawn                                                                           |
| 2008    | flOw (PSP)                                   | PlayStation Portable                                                 | Poort behandeld door SuperVillain Studios                                                              |
| 2008    | PixelJunk Eden                               | PlayStation 3                                                        | Ontwikkeld door Q-Games                                                                                |
| 2008    | Linger in Shadows                            | PlayStation 3                                                        | Ontwikkeld met Plastic Studios                                                                         |
| 2008    | Everyday Shooter (PSP)                       | PlayStation Portable                                                 | Poort behandeld door Backbone Entertainment                                                            |
| 2009    | Flower                                       | PlayStation 4, PlayStation 3, PlayStation Vita                       | Ontwikkeld met Thatgamecompany                                                                         |
| 2009    | Fat Princess                                 | PlayStation 3                                                        | Ontwikkeld met Titan Studios en Atomic Operations                                                      |
| 2009    | .detuned                                     | PlayStation 3                                                        | Ontwikkeld met .theprodukkt                                                                            |
| 2009    | God of War Collection                        | PlayStation 3, PlayStation Vita                                      | Poorts behandeld door Bluepoint Games (PS3) en Sanzaru Games (PS Vita)                                 |
| 2010    | God of War III                               | PlayStation 3                                                        | Intern ontwikkeld                                                                                      |
| 2010    | PixelJunk Monsters Deluxe (PSP)              | PlayStation Portable                                                 | Ontwikkeld door Q-Games                                                                                |
| 2010    | Fat Princess: Fistful of Cake (PSP)          | PlayStation Portable                                                 | Poort behandeld door Super Villain Studios                                                             |
| 2010    | God of War: Ghost of Sparta                  | PlayStation Portable                                                 | Ontwikkeld met Ready at Dawn                                                                           |
| 2010    | PixelJunk Shooter                            | PlayStation 3                                                        | Ontwikkeld door Q-Games                                                                                |
| 2011    | PixelJunk Shooter 2                          | PlayStation 3                                                        | Ontwikkeld door Q-Games                                                                                |
| 2011    | PixelJunk SideScroller                       | PlayStation 3                                                        | Ontwikkeld door Q-Games                                                                                |
| 2011    | God of War: Origins Collection               | PlayStation 3                                                        | Poort behandeld door Ready at Dawn                                                                     |
| 2011    | Carnival Islen                               | PlayStation 3                                                        | Ontwikkeld met Magic Pixel Games                                                                       |
| 2012    | Twisted Metal                                | PlayStation 3                                                        | Ontwikkeld met Eat Sleep Play                                                                          |
| 2012    | Escape Plan                                  | PlayStation 4, PlayStation Vita                                      | Ontwikkeld met Fun Bits Interactive, Wholesale Algorithms (PS4 versie)                                 |
| 2012    | Journey                                      | PlayStation 3                                                        | Ontwikkeld met Thatgamecompany                                                                         |
| 2012    | Datura                                       | PlayStation 3                                                        | Ontwikkeld met Plastic Studios                                                                         |
| 2012    | Starhawk                                     | PlayStation 3                                                        | Ontwikkeld met LightBox Interactive                                                                    |
| 2012    | PixelJunk 4am                                | PlayStation 3                                                        | Ontwikkeld door Q-Games                                                                                |
| 2012    | Sorcery                                      | PlayStation 3                                                        | Ontwikkeld met The Workshop                                                                            |
| 2012    | Sound Shapes                                 | PlayStation 3, PlayStation 4, PlayStation Vita                       | Ontwikkeld met Queasy Games, Wholesale Algorithms (PS4 versie)                                         |
| 2012    | God of War Saga                              | PlayStation 3                                                        | Intern ontwikkeld/Ontwikkeld met Ready at Dawn. Poorts behandeld door Bluepoint Games en Ready at Dawn |
| 2012    | The Unfinished Swan                          | PlayStation 4, PlayStation 3, PlayStation Vita                       | Ontwikkeld met Giant Sparrow, Armature Studio (PS4/PSVita versie)                                      |
| 2012    | PlayStation All-Stars Battle Royale          | PlayStation 3, PlayStation Vita                                      | Ontwikkeld met SuperBot Entertainment, Bluepoint Games (PSVita versie)                                 |
| 2013    | God of War: Ascension                        | PlayStation 3                                                        | Intern ontwikkeld                                                                                      |
| 2014    | Hohokum                                      | PlayStation 4, PlayStation 3, PlayStation Vita                       | Ontwikkeld met Honeyslug                                                                               |
| 2014    | Fat Princess: Piece of Cake                  | Android, iOS, PlayStation Vita                                       | Ontwikkeld met One Loop Games                                                                          |
| 2015    | The Order: 1886                              | PlayStation 4                                                        | Ontwikkeld met Ready at Dawn.                                                                          |
| 2015    | God of War III Remastered                    | PlayStation 4                                                        | Ontwikkeld door Wholesale Algorithm.                                                                   |
| 2015    | Everybody's Gone to the Rapture              | PlayStation 4                                                        | Ontwikkeld met The Chinese Room.                                                                       |
| 2015    | Fat Princess Adventures                      | PlayStation 4                                                        | Ontwikkeld met Fun Bits Interactive                                                                    |
| 2016    | The Modern Zombie Taxi Co.                   | PlayStation 4, PlayStation VR                                        | Ontwikkeld met VITEI Backroom                                                                          |
| 2016    | Bound                                        | PlayStation 4, PlayStation VR                                        | Ontwikkeld door Plastic Studios                                                                        |
| 2016    | Here They Lie                                | PlayStation 4, PlayStation VR                                        | Ontwikkeld met The Tangentlemen                                                                        |
| 2018    | God of War                                   | PlayStation 4                                                        | Intern ontwikkeld                                                                                      |
| 2022    | God of War Ragnarök                          | PlayStation 4, PlayStation 5                                         | Intern ontwikkeld                                                                                      |